# Peperomia obcordatifolia
Peperomia obcordatifolia är en pepparväxtart som beskrevs av William Trelease. Peperomia obcordatifolia ingår i släktet peperomior, och familjen pepparväxter. Inga underarter finns listade i Catalogue of Life.